# Pseudecheneis immaculata
Pseudecheneis immaculata är en fiskart som beskrevs av Chu 1982. Pseudecheneis immaculata ingår i släktet Pseudecheneis och familjen Sisoridae. Inga underarter finns listade i Catalogue of Life.